# Hana-Kimi
Hana-Kimi (Hanazakari no Kimitacsi e (花ざかりの君たちへ; Hepburn: Hanazakari no Kimitachi e)), angol címe "For You in Full Blossom" egy Nakadzso Hiszaja által írt sódzso manga sorozat. A manga Japánban, a kéthetente megjelenő Hakusensha-féle Hana to Jume című manga magazinban jelent meg. A sorozat 23 kötettel fejeződött be 2004 augusztusában, ugyanezen év decemberében Japánban kiadtak egy speciális befejezést majd 2007-ben egy újabb kiadás jelent meg, ami Kajasima álláspontját mutatja meg a történetben.
A Hana-Kimi-t angol nyelven a Viz Media adta ki és az utolsó kötet 2008 áprilisában jelent meg az Egyesült Államokban. Az angol elnevezés az eredeti japán cím rövidítéséből származik. 2005-ben a karakter könyvön felül megjelentettek egy művész könyvet is.
A manga középpontjában Asija Mizuki, egy japán lány áll, aki az Egyesült Államokban él. Egy napon, amikor atlétika versenyt néz a televízióban rögtön a szívébe zárja az egyik magasugró versenyzőt, Szano Izumi-t. Elkezdi bálványozni a fiatal atlétát olyannyira, hogy visszatér Japánba és ugyanabba az iskolába megy, ahol Szano is tanul.
Ekkor jön a fordulat, mivel ez egy Osaka Gakuen nevű fiúiskola, ezért Mizuki-nak fiúnak kell kiadnia magát, hogy bejuthasson. A sorozat túlnyomó része Mizuki második évét taglalja Oszakában (a 4. kötettől kezdődően), miközben a legjelentősebb mégis az első éve volt, amikor is megtanulta eltitkolni kilétét.
A manga alapján egy tajvani drámát is leforgattak (közvetlen fordítása Hanayō Shōnen Shōjo vagy mandarinul Hua Yang Shao Nian Shao Nu ('花樣少年少女'). A kínai cím ugyanaz, amit a fordítás során Tong Li is használt. Egy japán adaptáció szintén adásba került a Fuji TV-ben, Hanazakari no Kimitachi e címmel.
Egy 3 CD-ből álló sorozatot adtak ki japánul. Mindazonáltal az első nem került kereskedelmi forgalomba.

## Történet
Az Egyesült Államokba élő Asija Mizuki egy műsort néz a televízióban, amiben a magasugró Szano Izumi is szerepel. A lány azonnal beleszeret az atléta tehetségébe. Amikor összetűzésbe kerül az osztálytársaival, Mizuki úgy dönt, hogy követi Szano-t és beiratkozik az Osaka Középiskolába, abba a japán fiúiskolába, ahol a fiú is tanul. A legjobb barátja segítségével levágja a haját és megváltoztatja külsejét, hogy bálványa közelébe kerüljön. Ahogy beköltözik, egy baleset felfedi kilétét az iskola orvosa, Umeda Hokuto és Szano Izumi előtt. Izumi titkolja, hogy tudja Mizuki-ról az igazat és próbálja segíteni a lányt titka megőrzésében, bár ez kicsit sem egyszerű, ahogy Mizuki rengeteg kompromittáló helyzetbe keveredik. A fiú ráadásul titkon szerelmes is lesz a lányba, ami még inkább nehezíti a helyzetet.

## Iskolai környezet
Az Osaka Középiskolába (a japán adaptációban az iskola bejáratára a Ohsaka Gakuen volt felírva) csak fiúk járnak és a tanulói nagyon népszerűek a másik iskola diáklányai körében. A St. Blossoms testvériskolában a lányok tanulnak. A St. Blossoms mottója: "örömet és boldogságot adni minden Osaka középiskolásnak a diákéveik alatt."
Három évfolyam van, minden évfolyamon három osztály. Ez a kilenc osztály három kollégiumi épületen osztozik meg, mivel a tanulók többsége nem tudna az iskola környezetében maradni. A kollégiumok kultúrái rettentően különböznek egymástól.

## Szereplők

### Főszereplők
- Asija Mizuki (芦屋 瑞稀; Hepburn: Ashiya Mizuki?)
- Szano Izumi (佐野 泉; Hepburn: Sano Izumi?)
- Nakacu Súicsi (中津 秀一; Hepburn: Nakatsu Shūichi?)

### Az első kollégiumi diákjai
Ide tartozó osztályok: 1-A, 2-B és 3-C
- Tennódzsi Megumi (天王寺 恵; Hepburn: Tennōji Megumi?)
- Kudzsó Icuki (九条 威月 ; Hepburn: Kujō Itsuki?)
- Kadoma Sótaró (門真 将太郎; Hepburn: Kadoma Shōtarō?)

### A második kollégiumi diákjai
Ide tartozó osztályok: 1-B, 2-C és 3-A
- Nanba Minami (難波 南; Hepburn: Nanba Minami?)
- Kajasima Taiki (萱島 大樹; Hepburn: Kayashima Taiki?)
- Noe Sindzsi (野江 伸二; Hepburn: Noe Shinji?)
- Szekime Kjógo (関目 京悟; Hepburn: Sekime Kyōgo?)
- Nakaó Szenri (中央 千里; Hepburn: Nakaō Senri?)

### A harmadik kollégiumi diákjai
Ide tartozó osztályok: 1-C, 2-A és 3-B
- Himedzsima Maszao (姫島 正夫; Hepburn: Himejima Masao?)

### Umeda család tagjai
- Nanba Io (難波伊緒; Hepburn: Nanba Io?)
- Umeda Hokuto (梅田北斗; Hepburn: Umeda Hokuto?)
- Umeda Rio (梅田里緒; Hepburn: Umeda Rio?)
- Umeda Azuma (梅田東; Hepburn: Umeda Azuma?)
- Umeda Szeira (梅田聖良; Hepburn: Umeda Seira?)

### További szereplők
- Hara Akiha (原 秋葉; Hepburn: Hara Akiha?)
- Szano Sin (佐野 森; Hepburn: Sano Shin?)
- Julia Maxwell (ジュリア・マックスウェル; Hepburn: Jyuria Makkusuweru?)
- Gilbert Lang (ギルバート・ラング; Hepburn: Girubāto Rangu?)